# القافلة (جريدة بحرينية)
جريدة القافلة كانت جريدة أسبوعية صدرت في المنامة البحرينية، بين عامي 1952 و1956.

## التاريخ والملف الشخصي
تأسست جريدة القافلة من القوميين العرب التقدميين، بما في ذلك علي سيار، أحد أعضاء اللجنة التنفيذية العليا (الهيئة التنفيذية العليا) التي كانت حركة سياسية قومية متعددة الطوائف. وكان أيضًا رئيس تحرير الصحيفة وخليفتها، صحيفة الوطن. وكان أمين عام الهيئة عبد الرحمن الباكر أحد أعضاء هيئة تحرير صحيفة القافلة.
لم تخضع الجريدة لأي رقابة حتى 3 تشرين الأول 1953 عندما نشرت مقالات عن أعمال الشغب الأخيرة في البلاد. وأشادت بإلغاء النظام الملكي في مصر عام 1952 ودعمت رئيس الوزراء الإيراني محمد مصدق عندما أطاح به الانقلاب الإيراني عام 1953. وكان الهدف الدائم للجريدة هو شركة نفط البحرين (بابكو) التي يديرها الأجانب، حيث كانت ترى إرثًا استعماريًّا لجعل البحرين خاضعة لسلطة غربية. كانت جريدة القافلة مع الجريدة الوطنية صوت البحرين [الإنجليزية] تصف الشركة بشركة بابكو الاستبدادية، والدولة الصغيرة، والشركة الاستعمارية. أثار نشر إعلان للمسرحية الموسيقية المصرية "خد الجامع" في حزيران 1953 جدلًا واسعًا بسبب عرضها في رمضان.
وفي أعقاب أعمال الشغب التي اندلعت في نهاية عام 1954، نشرت الصحيفة آخر أعدادها في 26 تشرين الثاني، وأغلقتها السلطات البحرينية في كانون الأول 1954. وفي العام نفسه، أُغلقت أيضًا جريدة صوت البحرين [الإنجليزية] الشهرية، وذكر مستشار الملك تشارلز بيلجريف ، أن سبب هذه الإغلاقات هو «تعليقاتها المسيئة تجاه الدول الصديقة المجاورة، وليس بسبب الاعتراضات على السياسات الداخلية أو الأوروبية».
منذ عام 1955، نشرت الصحيفة تحت عنوان "الوطن" لمدة عام وتوقفت عن النشر في عام 1956.
تمكنت القافلة من بيع أربعة آلاف وخمسة آلاف نسخة خلال فترة حياتها.